# Посміхнись своїй долі
Посміхнись своїй долі — турецький телесеріал, перша серія вийшла 27 квітня 2022 року. 
Остання (п'ята) серія вийшла 25 травня 2022 року на каналі FOX.
Режисер Айтач Чичек, сценарист Бурдку Овер, у головних ролях Бахар Шахін та Суде Зюлал Гюлер.

## Сюжет
У серіалі буде показано, якою несправедливою буває доля щодо людей. Але все ж таки вона може дати шанс на те, щоб побудувати для себе щасливе майбутнє. Події починають розгортатися навколо дівчинки на ім'я Ярен. Вона потрапила в дитячий будинок і, здавалося б, з цього моменту їй навіть не варто думати про прекрасне майбутнє. Незабаром доля звела Ярен з іншою вихованою дитячого будинку Едою. Вони змогли не тільки порозумітися, а й стали кращими подругами. Всі радощі та прикрості вони поділяли між собою. Їм довелося зазнати почуття втрати та надії на те, що дівчатка зможуть побачити своїх батьків, зовсім не залишалося. Тому вони завжди й у всьому надавали підтримку одна одній. 

Згодом героїні стали близькими, мов рідні сестри. Їм доводилося стикатися з різними випробуваннями, але з ними вони завжди справлялися разом. Минули роки і дівчата подорослішали, ставши справжніми красунями. Але, незважаючи на всі труднощі та випробування, вони не втратили своєї чесності та доброти. Але що старші вони ставали, то більше розуміли, що вони зовсім різні погляди життя. Настав такий момент, коли Ярен та Еда пішли різними дорогами. З кожним днем прірва, що виникла між ними, ставала більшою і в результаті вони зовсім припинили спілкуватися.

Коли героїні покинули дитячий будинок, їх шляхи розійшлися. Одна з них вирішила стати на шлях самопізнання і їй хотілося себе реалізувати. Вона розуміла, що не може розраховувати на чиюсь допомогу і тому намагалася досягати своїми власними зусиллями. Поступово їй вдалося налагодити життя, але воно не продовжувало зупинятися на досягнутих успіхах. Друга дівчина пишалася тим, що природа наділила її гарною зовнішністю і тому скористалася цим. Вона стала шукати собі відповідного і багатого чоловіка. Тільки всередині вона постійно відчувала порожнечу.

## Актори та ролі
| Актор                | Роль             |
| -------------------- | ---------------- |
| Бахар Шахін          | Еда              |
| Суде Зюлал Гюлер     | Ярен             |
| Мінне Тугай          | Неваль           |
| Доган Байрактар      | Екін             |
| Еркан Мерич          | Фірат            |
| Бурак Серген         | Кудрет           |
| Аху Сунгур           | Гьонюл           |
| Ялчин Хафізоглу      | Кан              |
| Аслі Сюмен           | Айшегюль         |
| Улькю Хілаль Чіфтчі  | Дефне            |
| Назан Діпер          | Хасер            |
| Аслі Самат           | Ніл              |
| Гамзе Демірбілек     | Севім            |
| Севінч Кумаш         | Бану             |
| Айсіма Зейнеп Ерішір | Ярен в дитинстві |
| Аліна Акчай          | Еда в дитинстві  |
| Суна Селен           |                  |

## Сезони
| Сезон          | Епізоди | Епізоди | Оригінальний показ | Оригінальний показ | Оригінальний показ |
| Сезон          | Епізоди | Епізоди | Перший показ       | Останній показ     | Мережа             |
| -------------- | ------- | ------- | ------------------ | ------------------ | ------------------ |
| Сезон 1 (2022) | 5       | 5       | 27 квітня 2022     | 25 травня 2022     | kanal FOX          |

## Рейтинги серій
| Серія     | Рейтинг (TOTAL) | Рейтинг (AB) | Рейтинг (ABC1) |
| --------- | --------------- | ------------ | -------------- |
| 1         | 2.70            | 2.94         | 3.07           |
| 2         | 3.23            | 2.58         | 2.86           |
| 3         | 2.42            | 2.35         | 2.07           |
| 4         | 2.39            | 2.00         | 2.30           |
| 5 (фінал) | 2.17            | 2.05         | 1.95           |